# Szuperintendens
Szuperintendens egyes egyházakban (pl. Magyarországi Metodista Egyház) a lelkészi vezető tisztségének ma is használatos megnevezése.

## Története
Szuperintendens volt a neve a 18–19. században a magyarországi protestáns püspököknek. A protestáns egyházak helyzetét a III. Károly király által 1731-ben kiadott Carolina resolutio szabályozta. Ez írta elő többek között azt is, hogy a protestáns egyházkerületek választott elöljáróit szuperintendensnek nevezzék; ekkoriban a püspök elnevezést csak a katolikus elöljárók számára engedélyezték. A 20. századtól a protestáns felekezetekben is a püspök elnevezés vált szokásossá.
A szuperintendens a lelkészi vezető volt, a világi ügyeket a főgondnok vagy az  egyházkerületi felügyelő intézte.